# Jogos Paralímpicos de Verão
Os Jogos Paralímpicos de Verão ou Jogos da Paralimpíada, são um evento multiesportivo internacional, onde atletas com deficiência física competem. Isso inclui atletas portadores de deficiência motora ou intelectual, amputações, cegueira e paralisia cerebral. Os Jogos Paralímpicos de Verão são realizados a cada quatro anos, organizados pelo Comitê Paralímpico Internacional, sempre no mesmo ano dos Jogos Olímpicos. As medalhas são concedidas em cada evento, com medalhas de ouro para o primeiro lugar, prata para o segundo e bronze para o terceiro, seguindo a tradição começada nos Jogos Olímpicos de Verão de 1904.
Os Estados Unidos e o Reino Unido já sediaram dois Jogos Paralímpicos de Verão, mais do que qualquer outra nação. Outros países que já sediaram os Jogos Paralímpicos de Verão são a Austrália, o Canadá, a China, a Grécia, o Israel, a Itália, o Japão, os Países Baixos, a Coreia do Sul, a Espanha e a Alemanha Ocidental. O Brasil sediou os Jogos Paralímpicos de Verão de 2016, no Rio de Janeiro – foi a primeira vez que os Jogos Paralímpicos foram sediados na América do Sul, na América Latina e em um país lusófono. Tóquio se tornará a primeira cidade a sediar os Jogos Paralímpicos de Verão mais de uma vez: 1964 e 2020.
Doze países — Argentina, Austrália, Áustria, Bélgica, França, Grã-Bretanha, Irlanda, Israel, Itália, Países Baixos, Suíça, Estados Unidos — já foram representados em todos as edições dos Jogos Paralímpicos de Verão. Sete desses países já conquistaram pelo menos uma medalha de ouro em todos os Jogos Paralímpicos de Verão.
Os Estados Unidos encerraram sua participação no topo do quadro de medalhas em oito edições dos Jogos Paralímpicos de Verão: em 1964, 1968, 1976, 1980, 1984, 1988, 1992 e em 1996. A China encerrou sua participação na liderança do quadro de medalhas nas quatro recentes edições dos Jogos: 2004, 2008, 2012 e 2016. Itália (1960), Alemanha Ocidental (1972) e Austrália (2000) foram as nações que já encerraram suas participações no topo do quadro geral de medalhas ao menos uma vez.

## Qualificação
As regras de qualificação para cada um dos esportes paralímpicos são definidas pela Federação Internacional (FI) que rege a competição internacional do esporte.

## História
Os primeiros Jogos Paralímpicos oficiais foram realizados em Roma, na Itália, em 1960, voltados apenas para atletas paraplégicos, em oito esportes diferentes, onde quatrocentos atletas de vinte e três países competiram.
Na edição de 1976 dos Jogos Paralímpicos de Verão, em Toronto, no Canadá, os atletas amputados e os deficientes visuais competiram pela primeira vez, pois as edições anteriores apenas cadeirantes competiram. Com a inclusão de mais classificações de deficiência, os Jogos de Verão de 1976 contou com a participação de mais de 1 600 atletas de quarenta países.
Os Jogos Paralímpicos de Verão de 1988 foram os primeiros, em 24 anos, a serem realizados na mesma cidade que os Jogos Olímpicos e, portanto, utilizaram as mesmas instalações.